# Copy propagation
La copy propagation è una tecnica di ottimizzazione utilizzata dai compilatore per migliorare le prestazioni dei programmi informatici. La tecnica provvede a evitare copie multiple della stessa variabile eliminando eventuali variabili intermedie che vengono utilizzate come alias dai programmatori.
Per esempio il seguente frammento di codice:
```
y = x
z = 3 + y
```

verrà convertito con la copy propagation nel seguente codice
```
z = 3 + x
```

La tecnica elimina inutili copie di dati tra le variabili, riducendo il codice e migliorando le prestazioni del codice in esecuzione. Questa tecnica si avvale spesso anche di tecniche di analisi dei grafi che individuano i valori reali delle variabili saltando tutti i passaggi intermedi.
La copy propagation è un'ottimizzazione che non fa specifiche assunzioni sul tipo di codice o sulla struttura hardware che lo eseguirà e viene spesso utilizzata dopo che sono state eseguite altre ottimizzazioni per eliminare inutili variabili temporanee create durante i processi intermedi. 